# Принц Сибири
«Принц Сиби́ри» — российский авантюрно-комедийный телесериал. Производство кинокомпании «Амедиа».
Премьера сериала состоялась 11 мая 2015 года на канале СТС. Серии выходили в эфир с понедельника по четверг в 20:00, повторы — со вторника по пятницу в 12:30. Финальная серия вышла в эфир канала СТС 11 июня 2015 года.

## Сюжет
Талантливого программиста Максима Савельева из Санкт-Петербурга подставляет его близкий друг, и за ним начинает охоту влиятельный олигарх Константин Бушуев. Для того, чтобы скрыться от преследования, Максим решает спрятаться в глухом сибирском посёлке Пихте в Томской области. Там ему придётся отказаться от всевозможных благ цивилизации и постараться как можно скорее перестать быть чужаком среди местных жителей. Максим устраивается работать на лесопилку, которая, как вскоре выяснилось, принадлежит Бушуеву.

## Персонажи

### В эпизодах
| Актёр               | Роль                                            |
| ------------------- | ----------------------------------------------- |
| Илья Матюшин        | Максим в детстве                                |
| Олег Рыжов          | Максим в подростковом возрасте                  |
| Павел Фёдоров       | Владимир отец Максима                           |
| Жанна Куприянова    | мать Максима                                    |
| Роман Фёдоров       | Рыков полицейский                               |
| Михаил Ведьгун      | Евгений Александрович Титов                     |
| Андрей Седоплатов   | опер                                            |
| Наталья Кунгурова   | секретарь                                       |
| Андрей Филатов      | консультант в автосалоне                        |
| Игорь Царев         | Алексей приятель Максима, сотрудник «ВГТ Банка» |
| Андрей Загородников | Игорь Зуев журналист                            |
| Сергей Мардарь      | Пантелеев майор полиции                         |
| Олег Панин          | заказчик                                        |
| Надежда Катаева     | блондинка за рулём                              |
| Алексей Янко        | ПсевдоМаксим                                    |
| Роман Бокашевский   | напарник Жоры                                   |
| Наталия Вязовская   | девушка-продавец                                |
| Кристина Вебер      | сменщица Нины                                   |
| Тамара Литвинова    | тётка 1                                         |
| Роман Алексеев      | начальник Леры                                  |
| Сергей Богатырёв    | коллега Юры                                     |

| Актёр                   | Роль                                                                             |
| ----------------------- | -------------------------------------------------------------------------------- |
| Кирилл Таскин           | Захар Гаврилов                                                                   |
| Альберт Барбарич        | редактор газеты «Вечёрка»                                                        |
| Вячеслав Гасай          | старлей                                                                          |
| Константин Кордо-Сысоев | Евгений Андреевич Буцаев генеральный менеджер телефонной компании, клиент Вадика |
| Сергей Свищёв           | Антон коллега Максима                                                            |
| Бато Будаев             | Иван переводчик                                                                  |
| Евгений Сазонов         | браток 1                                                                         |
| Мигран Малхасян         | браток 2                                                                         |
| Елена Меньшикова        | тётка 2                                                                          |
| Андрей Горшков          | Ватагин                                                                          |
| Тамара Овчинникова      | жена Ватагина                                                                    |
| Эмиль Поляков           | сын Ватагина                                                                     |
| Юрий Луговых            | солдат-дезертир 1                                                                |
| Андрей Шошкин           | солдат-дезертир 2                                                                |
| Глеб Германов           | солдат-дезертир 3                                                                |

## Список серий
| № серии | Премьера          | Описание серии |
| ------- | ----------------- | --- |
| 1       | 11 мая 2015 года  | Максим Савельев — молодой и успешный программист из Санкт-Петербурга. После того, как его сосед, не слишком успешный массажист Вадик уединился с женой олигарха Константина Бушуева Светланой в его квартире, тот просит сонного друга помочь с переводом денег. Из-за резкого движения Светланы на ноутбук Савельева выплёскивается коньяк и тот выходит из строя, а все деньги со счёта Светы (два миллиона евро) переводятся на счёт Макса. Тот через однокурсника, работающего в банке. получает требуемую сумму наличными, но в тот же момент Бушуев пытается с карты жены оплатить покупку машины, и на вопрос, куда пропали деньги, Света придумывает историю, что её соблазнил Макс и украл деньги. Бушуев приказывает своим людям привести Савельева к нему, но вместо Макса на ковёр олигарха попадает Вадик. Того заставляют пригласить Макса в определённое место, где на него устраивает засаду Олег Рудаков — начальник службы безопасности Бушуева. Максу едва удаётся скрыться от его людей. Тот взламывает телефон Вадима и узнаёт, что стал жертвой хитроумной схемы, придуманной Вадиком и Светой, которая однако пошла не по плану. Ему звонит Бушуев, и не слушая оправдания Макса, говорит, что тот не жилец. Макс выкидывает телефон, и с нового номера сообщает коллеге Лере о том, что уезжает. Сказав это, он на электричках и попутках добирается до посёлка Пихта Томской области, где когда-то жил его давний родственник Пётр Ланцов. Едва приехав, он устраивает скандал, так как у пассажирки автобуса оказалась такая же сумка, как и у него. В деревне его появление вызывает много вопросов у местных жителей, так как он назвался Иваном Иванычем из Москвы, и тут попадает в неприятности — сначала едва не погибает от отравления угарным газом от неправильно затопленной печки, а потом из-за Васьки Плетнёва, приревновавшего его к сельской учительнице Тане (той самой девушке, с которой он сцепился в автобусе). В обоих случаях ему оказывает помощь местный фельдшер Жанна. Вечером к Савельеву приходит местный участковый Степан Савельевич Штык. |
| 2       | 12 мая 2015 года  | Макс на просьбу Савельича показать паспорт, даёт ему взятку и называет фальшивое имя. После этого, Савельич приводит домой Ваську, которого сдаёт его матери и конфискует ружьё, которым он едва не убил Макса. Максу же снятся кошмары, в которых Савельич убивает его ради награды Бушуева за его голову. Вася, по совету своей матери, ухаживает за Таней. Макс заключает сделку с Васей, согласно которой ему необходимо написать стихи для Тани. Тот переписывает для него фрагмент «Письма Онегина к Татьяне», но перед этим, получает нагоняй от Николая Дадонова, начальника лесопилки, который принимает его за одного из своих подчинённых. Макс проникает в школу, где подслушивает разговор Тани с матерью Васи, попутно пряча бумагу с текстом в её сумку. Она видит это и решает, что тот её пытается обокрасть. Они ругаются, и Макс уходит из школы, но замечает в одном из открытых кабинетов фортепиано и исполняет «Лунную сонату» Баха. Таня видит его игру и мирится с ним, так как увидела Макса с новой стороны и нашла листок со стихами. Тем временем Савельич проникает в дом Макса и изучая его вещи, находит туристические брошюрки и паспорт с его настоящими данными. Антонина Митрофановна, мать Васи, говорит попавшемуся на глаза Савельичу о том, что тот пытался обокрасть Таню и что он является фальшивомонетчиком. Савельич находит их в школе, но «заминает» дело, так как никто не имеет друг к другу претензий. Одновременно с этим Дадонов находит Макса, которому срочно нужна валюта для оплаты визового сбора для оформления финской визы, а евро есть только у него. Макс находит новые неприятности, так как Генка Мальцев, друг Васьки, начинает ревновать его уже к Жанне. Тем временем в Питере Леру коллеги спрашивают про то, где пропадает Макс. К ней приходит Рудаков, который представляется как инвестор, которого Макс кинул. Вскоре Макса усыпляют и похищают, а Бушуеву докладывают, что Савельева поймали в какой-то деревушке в глухомани… |
| 3       | 13 мая 2015 года  | К Бушуеву привозят не самого Макса, а лишь его тёзку, отдалённо похожего на настоящего Макса. Одновременно с этим Генка и Васька волочут усыплённого Макса и натыкаются на Матвеича, который случайно усыпляет себя. Отвлекшись от Макса, они разыгрывают Матвеича и наутро тот пытается понять, почему умер, и как умер. Позднее связанного Макса запирают в сарае Васи. Дадонов хватается Савельева, так как тот не поехал с ним в райцентр и просит Таню проведать его, но находит лишь записку «Уберайся! Иначе смерть!», в авторе которой сразу же признаёт Васю, но тот отнекивается. Проследив за Васей, она находит Макса и вытаскивает его. Околевшего Макса, разгуливающего в древней шапке и куртке Митрофанны, замечают остальные и сообщают об этом Савельичу. Одновременно ему сообщают, что обнесли магазин в соседней деревне. Вася с Генкой решаются на идиотскую затею и проверяют, сколько можно дышать в гробу. Вася, ставший подопытным, теряет сознание на долгий срок. Матвеич соглашается отвезти его в больницу, но в отместку провозит его в гробу по всему посёлку, объявляя, что Васька помер и отвозит на кладбище, где прикидывается ангелом смерти и заставляет того покаяться в грехах, один из которых — похищение Макса. Не найдя к собственному удивлению Макса в сарае, тот приходит к Савельичу, который ранее задержал Макса по подозрению в воровстве в соседней деревне. и при понятых заставляет того открыть сумку с валютой. Вася признаётся ему в похищении Макса, но «воспитательную беседу» прерывают понятые, которые сообщают, что Макс проваливается в беспамятство. Того отвозят в больницу, где Жанна оставляет его на ночь. Чуть позже к ней приходит её бывший муж Виктор, сидевший за убийство и вышедший по УДО, и требует вернуть ему 1,5 миллиона, которые он оставлял ей на хранение. На слова Жанны о том, что она вернула деньги, он приходит в ярость и говорит, что убьёт её, если она не найдёт деньги. Жанна случайно открывает сумку Макса и видит валюту. Савельич приходит к Митрофанне за Васей, а та, занявшаяся самогоноварением, спаивает участкового. Тем временем в Питере, Бушуев узнаёт о том, что его жена ездит в тот же «Банный комплекс», где работает Вадик. А Вадик со Светой пытаются найти Макса. Вадик разговаривает с Лерой, но та не помнит номера, которым воспользовался Макс в последнее время. Он говорит Свете, что может пробить номер Леры и узнать все номера, с которых ей звонили. |
| 4       | 14 мая 2015 года  | Митрофанна окончательно спаивает Савельича, и тот говорит, что если Макс не напишет заявление на Ваську, то и дела не будет. Как итог, раскаявшийся Вася приходит к всё ещё лежащему в больнице Максу и пытается упросить того не писать заявление, в то время, как Макс и так не собирался писать заявление из-за Тани. Васька крадёт у Матвеича банку с как он думал, медвежьим жиром, а оказалось, каким-то «неудачным проектом» его внука. А тем временем Васька с Генкой на лесопилке думают, как поздравлять Дадонова с юбилеем. Савельич на свою беду вызывается сторожить поселковый магазин, но «благодаря» Марьяне, вынужден всю ночь работать продавцом, обслуживая всю деревню. Петя и Даша (внук Матвеича и дочка Гальки) издеваются над Максом, но их раскрывает Таня, подсматривающая в итоге за Максом. Наутро Галька решает, что магазин со спящим участковым обнесли. Савельич возвращается в участковый пункт где видит, что вскрыли сейф с оружием, и видит, что от участка тянутся следы, оставленные военной обувью. В Питере, Вадим договаривается с постоянным клиентом по поводу детализации телефона Леры, а Рудаков находит друга Макса, обналичившего ему евро, и вместе со своим подчинённым Жорой угоняют его машину, купленную на комиссию от обналичивания. Таня едет в соседнее село Залесье, чтобы узнать о том, почему её ученик Ватагин уже несколько дней не посещает школу, и оказывается в опасности. А Макс пытается устроиться на лесопилку, чтобы получить направление на проживание в общежитие, но терпит неудачу, так как он не может светить свои документы. Бушуев нанимает частного детектива Олега Ворохова для того, чтобы он начал слежку за Светой, так как она слишком зачастила к Вадиму в салон. Жанна, которой совесть не позволила взять деньги Максима, под угрозами рассказывает о них своему бывшему мужу. Макс с Савельичем едут в Залесье. |
| 5       | 18 мая 2015 года  | Максим с Савельичем приезжают в Залесье, где видят странности — возле дома Ватагиных стоит собачья будка, но собаки нет. Они заходят в дом, где оказываются в заложниках у трёх дезертиров, один из которых угодил в капкан. Максим прикидывается врачом и включив дурака, обезвреживает одного из них в рукопашной скалкой. Савельич обезвреживает другого. В благодарность, Савельич соглашается оформить справку об утере паспорта Максу, но вернуть его с Таней в Пихту не может. Вдвоём, через лес они пытаются добраться до деревни и разговаривают о жизни, пока Макс ищет место, где работает сотовая сеть. Найдя место, он звонит однокурснику, обналичившему ему деньги, и получает совет залечь на дно на следующие несколько лет под фальшивым именем. Одновременно он с Таней слышат волков и убегая от них теряются в лесу. Тем временем Петя с Дашей проникают в дом Макса и находят деньги. Почти сразу после этого в дом проникает Виктор и ищет деньги, но не находит их. Одновременно с этим, Макс и Таня окончательно теряются в лесу, и у девушки сдают нервы. Макс успокаивает её внезапным поцелуем, и благодаря этому они находят старенький охотничий домик, где пытаются согреться. Васька с Генкой вламываются в дом Макса, из-за чего и Виктор, и дети, вынуждены прятаться. Вскоре все уходят оттуда. Васька снова заходит к Савельичу, и тот соглашается утром ехать в Залесье. Утром они находят следы и по ним выходят к домику. Вася приходит в бешенство от увиденной картины, и несмотря на убеждения Савельича, который пытается убедить его в том, что они просто пытались выжить, случайно его оскорбляет, за что вылетает из домика. Позднее Макс заходит к Савельичу и получает справку об утере паспорта… на своё настоящее имя. С трудом он убеждает Савельича сделать поддельную справку на фамилию Валютина. Тем временем Бушуев разговаривает с нанятым детективом, но реальной информации нет. Макс устраивается на лесопилку по поддельным документам, где демонстрирует свои навыки работы с компьютером, практически космические для деревенских. Там его оставляют на время с компьютером, и заходит на свою почту, где читает письмо от Леры одновременно распечатав необходимые документы. Дадоныч знакомит Макса с Фёдором Бугровым — его непосредственным начальником. Позднее Вася подговаривает знакомых «напасть» на Таню, где он театрально «расправляется» с ними. Макс играет на пианино в школе для детей. Ворохов расспрашивает Вадима про Свету, напустив страху, что она серийная убийца. Макс заселяется в общежитие, и его соседом по комнате становится Генка. Ночью Виктор пытается убить Макса, но не застаёт его дома. |
| 6       | 19 мая 2015 года  | Вадим в панике звонит Светлане и «обличает» её в том, что она маньячка. Она не верит своим ушам и приезжает домой к нему. Бушуева сразу понимает, что супруг нанял частного детектива следить за ней. Максим отсыпается в медпункте у Жанны и едва не разминается с Виктором. Перепалку Жанны с Виктором слышит Савельич и пресекает конфликт, уведя последнего за собой. Вася с Генкой решают подставить Макса, чтобы тот вылетел с работы, но все их планы терпят фиаско — сначала они пытаются заставить его испортить бревно, оказавшееся «некондиционным». В Питере, Бушуеву докладывают о том, что нашли дальнего родственника Савельева — того самого Петра Ланцова, в данный момент живущего в Херсоне. Рудаков едет туда. В какой-то момент затея Васи удаётся — он спилил ель, ценную для Николаича, и та падает на здание лесопилки, перепугав досмерти главбуха лесопилки Павла Сергеевича. Петя с Дашей говорят о том, что Макс спилил ель, и Галька распростаняет слух о катастрофе, в которой то ли пострадали, то ли погибли люди. Данонов увольняет Макса, и потом обсуждает с Таней вопрос музыки на застолье, но та предлагает Макса для живого исполнения. Сотрудники лесопилки осаждают Сергеича по поводу зарплаты, но видят Макса и бросаются на него, готовые растерзать его. Он спасается бегством, и оказывается меж двух огней — разъярённых деревенских женщин и не менее разъярённых рабочих лесопилки. Его вытаскивает Савельич, но Николаич его перехватывает, требуя играть на собственном юбилее в счёт долга. Макс понимает, что это — заслуга Тани, прикрывшей его. В Питере, Светлана замечает за собой «хвост» и перехватывает Ворохова, обсуждая с ним новые «условия» работы, подкупая его — он сдаёт Бушуеву ложные данные, а Свете — настоящие. Позднее секретарь Бушуева сообщает ему о переговорах по продаже убыточного деревообрабатывающего комбината китайцам. А сам комбинат находится… в Пихте. Макс всё ещё видит косые взгляды деревенских, и в то же время, Галя пытается продать ему сушёную скумбрию, которой приторговывает «из под полы» напару с Сергеичем. Жанна просит Савельича прикинуться её парнем, чтобы отвадить Виктора. Бугор назначает Ваську и Генку перетащить пианино из школы в кафе, но по собственной глупости ломают его. |
| 7       | 20 мая 2015 года  | Директор лесопилки Дадонов празднует юбилей. На праздник Макс приносит сумку с деньгами, с такой же сумкой приходит и Генка… Сотрудники лесопилки требуют от Сергеича выплатить им зарплату и сообщает им об обязательном «дресс-коде» на празднике. Село справляет юбилей Дадонова, не понимая «нововведений» Лады в виде фуршета. Макс должен сыграть на пианино, но то, «благодаря» Васе и Гене, оказывается сломано. Тот покидает праздник. Одновременно с этим Савельич требует от Виктора отстать от Жанны. Макс прикидывает, что можно сыграть, когда из здания кафе выбегает Гена, уронивший пирамиду из шампанского и спасается бегством. Дадонов требует от жены, чтобы та отстранилась от организации «банкета» и дала ему провести застолье «по-старинке». Когда Таня пытается найти какой-нибудь диск для музыкального центра, Макс возвращается и всё же играет на пианино, игнорируя отсутствующие клавиши. Застолье разгорается с деревенским размахом. Васька с Генкой забирают, как оказалось, сумку Макса и находят деньги. Дадонов отстраняет Макса от игры на пианино и садит его за стол рядом с Таней, и почти сразу упрекает его за ель. Ситуацию спасают остальные, рассказывая Николаичу, что ту ель спилил отец самого Николаича для будущего дома, когда его самого не было в посёлке. Бугор говорит, что спиленная Максом ель слишком тонкая для полувековой, и ситуация приходит в норму. Позднее, Макс с Таней уходят с застолья и видят Савельича с Жанной. Макс перепрятывает деньги в матрас, так как Таня рассказала, что Вася сказал, что видел евро в сумке Макса. Наутро Макс хитростью убеждает Генку, что тот видел не деньги, а туалетную бумагу с нарисованными евро (неудачная затея Лады Дадоновой). Бушуев разговаривает со своим юристом Игорем Обуховым по поводу продажи лесопилки китайцам, рассказывая, что купил лесопилку в начале девяностых, планируя ездить туда отдыхать, и тот говорит, что нужно ехать в Пихту, чтобы продать предприятие по той цене, которую они сами назначат. Виктор в медпункте требует от Жанны ответ, где деньги, но их прерывает Савельич, так как Виктор облокотился на дверь, которую открыл участковый, и тот упал. Позднее Савельич требует от Виктора найти работу, иначе засадит обратно за нарушение УДО. Светлана встречается с Вадимом и они уединяются. Бушуеву докладывают, что Ланцов живёт в Херсоне последние пять лет, племянника не видел двадцать лет, а на вопрос, где тот жил, Рудаков звонит Жоре, но никто не помнит названия посёлка, где жил Ланцов до этого. В Пихту приезжают неизвестные и расспрашивают Матвеича, как найти какого-то человека. Макса останавливают Васька с Генкой… |
| 8       | 21 мая 2015 года  | Васька с Генкой прессуют Макса, требуя отдать их зарплату, но их прерывает Бугор, который требует их срочно для работы. Макса отпускают на ремонт пианино в школе. Выполнив с помощью планшета настройку инструмента, он показывает свои фотографии. В одной папке оказываются отфотошопленные фотографии, в которых он верхом на тигре или рядом с Дмитрием Медведевым. В комнату, где живёт Макс с Генкой, вламываются неизвестные, которые, как оказываются, ищут не Макса, а Виктора. Те требуют от него вернуть деньги в двухнедельный срок. На лесопилке вынужденный простой из-за поломки машины, и Макс решает, по просьбам коллектива, включить кино со своего планшета, и уходит в кафе. Виктор тоже уходит, и проникает в комнату Макса в общаге. На лесопилке Генка, не знающий как пользоваться планшетом, случайно открывает фотоальбом с отфотошопленными фотографиями, и они видят его фото с премьером. Про фото сообщают Дадонову, и тот в панике решает, что Максим приехал в Пихту с целью проверки сверху, так как Матвеич какое-то время назад написал письмо Президенту. Макс видит, что к нему вдруг изменилось отношение, но не понимает, почему. А вот к Жанне опять приходит Виктор и говорит, что у того всего 2 недели на возврат денег и просит заложить дом и взять кредит. В ответ на то, что это его проблемы, он кидается на Жанну и угрожает зарезать её скальпелем. Савельич появляется в медпункте в самый напряжённый момент. Наутро Макс видит, что отношение к нему такое же, как и вчера. Вскоре ситуацию разъясняет Таня, узнавшей от Сергеича «правду» про Савельева, и всё возвращается на круги своя. Галька пытается продать пресловутую скумбрию Матвеичу, а в Питере Лера, с которой Макс переписывался, пока его считали «проверяющим», просит коллегу выяснить местоположение компьютера, с которого ей писал Макс. Савельич говорит Жанне, что готовится его представление к капитанскому званию, но их прерывает внезапно появившийся Виктор, выпивающий рюмку водки, оскорбивший Савельича и харкнувший на пол возле их столика. Взбешённый участковый требует от него вернуться и вытереть пол, говоря, что просто застрелит его якобы за нападение на полицейского. Вечером Таня приходит к участковому и спрашивает, почему в районной газете написали только про Савельича как героя, поймавшего дезертиров. В итоге, она звонит в редакцию газеты и наутро в Пихту приезжает спецкор местной газеты «Вечёрка» Игорь Зуев и шпионит за Максом, который бросается за ним в безуспешную погоню. В Пихту приезжает Константин Бушуев… |
| 9       | 25 мая 2015 года  | Бугор пытается предупредить Николаича о приезде Бушуева, но запаздывает на секунду, так как он сам объявляется в его кабинете вместе с Рудаковым и Обуховым. Максим хочет уехать в райцентр, и Бугор неофициально даёт тому разрешение уехать на попутке. Николаич сообщает Сергеичу о визите Бушуева и требует от него привести бумаги в порядок. В райцентре Макс выкупает весь тираж газеты со своим фото и вечером сжигает его в печке. В процессе сжигания газет он пытается объяснить Тане, что не может объяснить причину своего появления здесь. Наутро он приходит на лесопилку, где Николаич приказывает ему вечером сыграть для владельца лесопилки, а позже узнаёт от Бугра, что владелец лесопилки — тот самый Бушуев, от которого он пытался скрыться в этом захолустье. Одновременно Лера узнаёт, что искомый компьютер находится в Томской области и даже узнаёт телефонный номер модема. Она пытается дозвониться до лесопилки, но там не берут трубку. Чуть позже Николаич пытается отвадить Ладу от Бушуева и последний звонит Свете, а затем и детективу, пока тот готовит чай. Как только он вносит чай, звонит Лера и пытается попросить Савельева к телефону, не зная о «местной» фамилии Макса. Вася пытается найти книги и прочитать их, но терпит неудачу за неудачей. Галька в панике сплавляет Сергеичу его скумбрию, и та, уже провонявшая, попадает на кухню кафе. Макс скрывается ото всех, но Николаич готов его растерзать, если тот не сыграет перед Бушуевым, и напару с Генкой тащат его в кафе. Там Макс решает импровизировать и устраивает «смертельный номер» — исполняет мелодию с намотанным на лицо шарфом, и его никто не узнаёт. А Дадонов с Сергеичем решают избавиться от надоедливой Лады и перемещает гостей в баню вместе с самогоном от Митрофанны и закусками, в которые попала скумбрия. В бане Бушуев требует привести Валютина к ним в компанию, но Макс отправляет вместо себя Гену, к недовольству Николаича. В баню проникает Виктор и крадёт барсетку Бушуева. Почти сразу из парной вываливается Бушуев, которому внезапно стало плохо. Николаич предлагает вести его в медпункт, куда заходят Макс с Таней. У них на глазах вваливаются Генка и Бушуев, который сразу узнаёт Макса, но последний тот тотчас же сбегает и просит у Тани помощи. |
| 10      | 26 мая 2015 года  | Максим, напуганный встречей с Бушуевым, который, по счастью, оказался сильно пьян и к тому же получил острое пищевое отравление, просит Таню спрятать его в школе. Рудаков берёт Генку и едет с ним в райцентр «за нормальным врачом» — Любовью. Бушуев приходит в себя после тяжёлой ночи и считает, что видел Макса, но его убеждают в том, что он никого не видел. В школе, Макс просит Таню узнать про состояние Бушуева. Она узнаёт у Жанны, требует у Макса ответа, кто такой Савельев, но он уходит от ответа. Виктор возвращает украденную барсетку, и Бушуев, отблагодарив его, уезжает с гостинцами, но по дороге в райцентр, останавливается и выбрасывает всё, кроме пня от ели отца Николаича. Вася сопровождает врача из райцентра и защищает её от местных хулиганов. В Пихту приезжает журналист Зуев, а Виктору приходит телеграмма от некоего Зямы с требованием вернуть деньги в течение недели. Виктор пытается склонить Жанну к воровству наркотических препаратов, а когда она отказывается, душит её так, что та теряет сознание, а потом говорит с трудом. Макс узнаёт, что Бушуев в обозримом будущем не появится в посёлке и успокаивается, но Таня отказывается с ним разговаривать, пока он не скажет, кто такой Савельев, и в приступе обиды, уезжает с Зуевым в райцентр. Саныч едва не увольняет Галю за торговлю «из под полы». Макс просит Савельича, отправляющегося в райцентр, там купить цветы. Тот покупает, но два букета — один отдаёт Максу, который всё же рассказывает всю историю без утайки. Виктор шантажом требует от Петьки с Дашкой объяснений, где деньги Савельева, и понимает, что Жанна не соврала. К ней приходит Савельич, который дарит ей цветы. На лесопилке Матвеич сообщает Бугру, что почтовой машины в Пихте не будет из-за роженицы в Залесье. Тот пытается уехать туда, но не может, так как ни одной машины в Пихте нет. Он пытается уехать с журналистом, но тому Вася проколол все колёса. Бугор заставляет Васю, не зная о его диверсии, отнести колёса, лежавшие в сарае, к машине журналиста и поменять колёса. Виктор предлагает идти в лес и поймать кабана и берёт с собой Макса, намереваясь выяснить, где тот спрятал деньги. |
| 11      | 27 мая 2015 года  | Галя всё ещё приторговывает «из под прилавка». Виктор тащит Макса в лес на охоту. С самого начала Макс совершает ошибки, не имея опыта охоты. Тем временем Таня узнаёт от окружающих, что Вася гуляет чуть ли не со всеми женщинами в деревне, а от некоторых якобы ждёт детей — он пускает слухи, чтобы приревновать Таню. К ней приходит Жанна, которая предупреждает, что Виктор хочет ограбить Максима, но опаздывают. Девушки бросаются на помощь Максу — Жанна ищет Савельича, а Таня — бежит в лес и идёт по их следам. Виктор заводит Макса в глухомань и постоянно ведёт разговор о деньгах, а потом на привале берёт его на прицел, требуя сказать, где евро. Тот хитростью усыпляет бдительность Виктора и сбегает. Пустившись в погоню, Виктор на какое-то время теряет Макса из виду, но когда находит его, то попадает в медвежий капкан и серьёзно травмирует ногу, а при попытке вытащить ногу, теряет сознание. Жанна всё рассказывает всё Савельичу и показывает гематомы от того, как Виктор душил её. Взбешённый этим обстоятельством, он берёт оружие и идёт в лес. В лесу, Макс сооружает носилки и перетаскивает Виктора, но во время привала последний пытается завладеть ружьём и звучит выстрел, который слышит Таня. В посёлке, Сергеич приносит Николаичу фигурку, которую они подарили Бушуеву, а потом найденную Матвеичем на обочине. Поздно вечером, Жанна с крайней неохотой перевязывает Виктора, который просит Савельича на разговор, в котором просит дать ему уйти, иначе его убьют. Савельич соглашается с тем, что Виктора убьют. Наутро Макс рассказывает о неудачной охоте, но прерываются в связи с тем, как приезжает Бугор и вместе с бригадой радуются рождению сына и тому, что Бугор сбил… кабана. В Питере, у Леры начинаются проблемы из-за того, что она бездарный программист и ничего не может сделать сама, а Света не может заплатить Ворохову из-за заблокированной карточки и тот намекает ей на «иной способ оплаты»… Макс приходит к Тане и рассказывает часть своей истории, показывая паспорт с настоящей фамилией, а потом приходит к Савельичу. |
| 12      | 28 мая 2015 года  | Макс в общих деталях рассказывает Савельичу про причину своего появления в Пихте с просьбой ничего не говорить Тане о деньгах и отказывается писать заявление, так как не может светиться. Бугор просит разрешения воспользоваться телефоном Николаича, но в этот момент на лесопилку в который раз звонит Лера, которая не задавая прямых вопросов, выясняет, что Макс действительно в Пихте, но под чужой фамилией. Жанна перевязывает Виктора, и тот убеждает её под покровом ночи выпустить его из камеры. Митяй пытается вернуть расположение жены, ради чего сначала разыгрывает сцену драки с Генкой у неё на глазах, а потом неудачно «прыгает» с крыши, упав на кирпичи под снегом, но Марьяна разгадывает оба спектакля. В последнем случае вместо крови применили кетчуп, от чего Митяй в обоих случаях получает от жены. Вася просит совета у Савельича, и тот рассказывает про свою историю неудачных отношений и говорит, что если его не любят, то ничего не выйдет. Макс чаёвничает у Тани и когда они просматривают её фотоархив, то видит фотографию некоего Сергея — её первой любви. После её рассказа о нём, Макс признаётся ей в любви. И по закону подлости, наутро, когда Генка говорит Васе о том, что Макса ночью не было в общежитии, на автобусе в деревню приезжает Лера. Вася говорит Тане о том, что к Максу приехала «невеста», из-за чего они основательно ссорятся. Ссорятся и Савельич с Жанной из-за того, что последняя выпустила Виктора. Макс пытается выяснить, за коим чёртом в деревню приехала Лера, и слышит лишь старую пластинку, что «она всё ещё его любит», от чего выходит из себя и требует уехать куда подальше. Но та приходит к Тане в школу и рассказывает, про Макса, говоря, что ей не поздоровится и уходит, оставляя «соперницу» в слезах. На лесопилку звонит юрист Бушуева. От его слов Николаич меняется в лице и говорит Сергеичу, что к ним едут китайцы «товар посмотреть», имея в виду саму лесопилку, а потом наливает самогон. |
| 13      | 1 июня 2015 года  | Сергеич, ошарашенный новостью о приезде китайцев, спрашивает у Дадонова, что тот будет делать. Тот говорит, что лесопилку не даст продать. Вася встаёт на пути Макса и требует от того уехать из деревни. Макс пытается поговорить с Таней, но та не собирается слушать её. Она рыдает, вспоминая всё, что говорил и делал Макс. Наутро Макс приходит в школу, но узнаёт от Дашки, что Таня «умирает» от несчастной любви. Жанна осматривает недомогающую Таню и выписывает ей больничный, а потом даёт от ворот поворот Максу. Когда она несёт Тане фрукты, то разговаривает с Савельичем, который прощает её за Виктора. В Питере, Света спит с Вороховым, и их застаёт Вадик, который взбешён тем, что она изменила ему. Дадонов просит Саныча и Нинку отравить китайцев, так как если те купят лесопилку, то Пихте конец. Они, выслушав доводы Николаича, соглашаются на диверсию. Сам же Дадонов с Сергеичем едва успевают предупредить всех, как Бугор говорит им, что приехали китайцы. Вдвоём, они приветствуют делегацию и стращают их «радиацией», показывая лысеющего Сергеича. Бугров со своими валяют дурака, театрально заявляя что машина с лесом не приехала из-за сильных морозов. Когда те сваливают, Генка отдаёт Дадонову испорченные палочки для еды. Макс опаздывает на работу, но не знает, о «спектакле» и играет в «дурака» с коллегами. Над делегацией всячески измываются, сначала высыпав на них опилки, а потом кормя их в кафе отборной дрянью, тогда как Бушуеву докладывают о приезде китайцев в Пихту, не подозревая о «тёплом приёме». Он же отводит Свету в итальянский ресторан, где дарит кольцо в знак извинения за то, что нанял детектива следить за ней, но уволил его несколькими неделями ранее. Из-за этого Света просит одного из его охранников, Жору, наехать на Ворохова так, чтобы «закатать его в асфальт». Одновременно с этим, китайцам в Пихте дают компот, в который Саныч по просьбе Николаича добавляет пурген. Их проносит прямо на лесопилке, когда они видят «пьяного» водителя подъёмника с бутылкой водки, ранее купленной Сергеичем у Гальки. Николаич отводит их к «туалету», но видя ужас, отправляет китайцев в лес, а потом сожалеет, что не было возможности спрятать в лесу волков с медведями. Позднее Сергеич говорит Дадонову, что по слухам из райцентра, китайцы интересуются земельными участками. Более того, эта новость становится известна общественности, которая разделяется на два лагеря — тех, кто считают, что появление китайцев ничего не изменит, в их главе встаёт Бугор, и тех, кто считают, что Пихте в таком случае конец, во главе с Санычем. Однако, все они согласны с одним — за родную деревню можно и нужно бороться, и вооружившись лопатами, вилами, граблями и даже косами, выдавливают китайцев из посёлка, недвусмысленно угрожая им расправой. Вечером к Николаичу приходит Лада, которая недовольна тем, что её муж не повлиял на общественное мнение. Паникующий Обухов докладывает Бушуеву, что китайцев вышвырнули из Пихты местные же. В ответ Константин заказывает юристу билет до Томска, чтобы тот разобрался с бунтовщиками. Наутро Макс пытается поговорить с Таней и в итоге на повышенных тонах разговаривает с Васей, предлагая набить ему морду, если не верит. В ответ, Вася предлагает помощь, оценив усилия Макса. Тот просит его притащить пианино к Таниному дому и играет. Она видит это недолго погодя, выходит и со слезами обнимает его, но потом резко меняется в настроении после объяснения, кто такая Лера и что она забыла в Пихте, уходит в дом. В Пихту приезжает Обухов и требует объяснений по поводу недавних событий в Пихте. |
| 14      | 2 июня 2015 года  | Обухов кричит на Николаича с Сергеичем, пытаясь впарить им версию о том, что китайцы не собирались выдавливать местных и просит собрать местных и поговорить с народом, но его высмеивают, особенно после того, как Таня осадила его за то, что приписал одно из изречений Френсиса Бэкона Байрону. Галька говорит ей, что Обухов запал на Таню. Бушуев недоволен тем, что Рудаков не может найти Савельева, и последний в шутку предполагает, что Максима давно могли убить ради наличных. В ответ Бушуев требует закрыть вопрос до конца месяца, иначе уволит Олега. Лера, вернувшаяся из Пихты, хочет продать сведения о местонахождении Савельева Рудакову, но к счастью, теряет его визитку. После собрания Дадонов приводит Обухова домой к Тане, где они спорят по поводу того, кто сказал утренний афоризм Бэкона. Тот ближе знакомится с Таней и заводит с ней разговор. Утром Обухов просит у Николаича доступ к компьютеру для связи с Бушуевым, но тот не может подключиться к интернету. Дадонов просит Максима помочь с этим, при этом, пытаясь объяснить Обухову, почему это другой Максим Валютин. К счастью, он не признаёт в нём Савельева. Одновременно с тим Светлана шантажирует Ворохова, требуя вернуть деньги и фотографии в трёхдневный срок, а Вадим напившись в баре, рыдает и смотрит видео про альбатросов — птиц, проносящих любовь к партнёру через всю свою жизнь. Сергеич предлагает Николаичу прочитать письмо Обухова Бушуеву, но на слова о том, что в кино это делали хакеры, Бабель со смехом замечает, что у них и так есть хакер. Макс взламывает почту Обухова и они видят проект контракта с китайцами, по которому те могут делать всё что угодно с местным населением. Николаич просит его молчать по этому поводу, а сам обсуждает с Сергеичем вопрос предложить купить лесопилку предпринимателю из Томска. Савельичу звонят и сообщают о том, что в Северске нашли труп Виктора с ножевыми ранениями. Он сообщает эту новость Жанне, которая плачет. Обухов за ужином разговаривает с Николаичем и спрашивает, почему от него скрывают Таню, на что Дадонов в гневе говорит, что за сибирскую девушку нужно бороться, а не «пальцем поманить». Одновременно с этим Митяй выпивает самопальную настойку своего сына и приходит в кабинет Марьяны. Генка играет с Андрюхой в карты, и в этот момент люстра начинает раскачиваться. Вскоре это всем надоедает, а люстра… вываливается из потолка и разбивается. Наутро Митяй хочет сбежать, но Генка его останавливает, так как у него всё получилось, и даже немножко больше. Матвеич останавливает Ваську и показывает ему газетную статью про конкурс лесорубов и ночью выпиливает бензопилой из бревна статую. К Обухову подсаживается Лада, которая спрашивает, переведут ли её мужа в Питер, на что получает отрицательный ответ. Макс по просьбе Сергеича всю ночь заполняет таблицы, чтобы показать их томскому предпринимателю. Игорь дарит Тане одну из книг и статую, выпиленную Васей и выкупленную им у Генки, который получил за это от Васи. |
| 15      | 3 июня 2015 года  | Макс с Генкой празднуют голландский «день мельника», но поднимают тост за лесорубов. Савельич приходит к Жанне и подводит черту под недавним разговором об ухажёре, предлагая встречаться по-настоящему. Жанна интерпретирует это как признание в любви. Пьяный Макс приходит в кабинет Николаича и застав там Обухова, в деревенской манере требует от него отстать от Тани, намекая, что в противном случае тот пропадёт в лесу. Сергеич говорит Николаичу, что их план с местным предпринимателем закончился фиаско. Протрезвев, Макс просит Николаича отпустить его на пару часов в райцентр на попутке, так как ему надо позвонить. Вадим встречается с Лерой и просит сказать, что та узнала о Максе, и узнав от неё, что она видела его, запрашивает информацию, но та требует пятьдесят тысяч евро. Обрадованный Вадим рассказывает об этом Свете. Она всё же добивается того, чтобы Ворохов вернул ей оригиналы фото и деньги, но в итоге заказывает ему допросить Леру. Васька по совету Матвеича решает заниматься скульптурой и отвозит свою очередную поделку в музей в райцентре. Одновременно Сергеич на требование Обухова предоставить ему список сотрудников лесопилки, едко намекает на содержимое контракта. Однако, Игорь подкупает его и Николаича, чтобы не вынести сор из избы. А сам Николаич в тот момент требует у Тани от имени деревни ответа про её отношения с питерским юристом, и просит её поговорить с Обуховым. Позднее Николаич кричит на главбуха за то, что рассказал про контракт и за предложение о взятке, и говорит, что только что потерял друга, и что Родиной не торгует. Макс выходит из машины в лесу и идёт на место, где берёт телефон и звонит Лере, провоцируя её заявить, что Макс ей нужен только ради того, чтобы тот писал ей программы. Он записывает разговор и позднее включает эту запись Тане. На Обухова во второй раз наезжают, но уже Вася и требует отстать от Тани, опять намекая на то, что в противном случае юрист пропадёт в лесу, и сам едет в райцентр в музей по поводу выставки своего творчества, но в итоге дарит свою поделку Любе. В Пихту приезжает майор Пантелеев, который разыскивает Савельича. Галка в шутку предлагает выстрелить из пистолета, чтобы он нашёлся, а потом отправляет его в медпункт, в котором уединились разыскиваемый им Савельич с Жанной. Тот прячется за ширмой, но Жанна забывает спрятать галстук в кармане, что замечает Пантелеев и в шутку повышает голос, говоря, что ждёт прячущегося Штыка возле участка. Позднее они разговаривают, и Пантелеев в бытовой обстановке вручает Савельичу погоны капитана. Он приходит к Жанне и просит её угадать, что изменилось, и радуется тому, что Савельич теперь капитан. Николаич разговаривает с Таней, где обсуждает будущее посёлка и их собственное будущее, так как Обухов предложил Тане уехать с ним в Питер. Наутро Макс, по словам Пети, оккупирует класс Тани и включает ей запись телефонного разговора с Лерой, пытаясь убедить её в том, что Лера ему никто, на что она заявляет, что она давно это знает, а злится за то, что Макс продолжает скрывать от неё правду. |
| 16      | 4 июня 2015 года  | Макс рассказывает Тане всю правду о своей истории, так как боялся, что она обидится на него за враньё. Ворохов надевает полицейскую форму и пытается допросить Леру о местонахождении Макса. Допрос прерывает некстати появившийся бывший сослуживец Юрия, и он ничего не успевает узнать. Свете он сливает ложную информацию о том, что Савельев якобы скрывается в Вологде. Вадим рассказывает Свете, что его знакомый из телефонной компании выясняет, что телефон Савельева выходил в сеть где-то в Томской области, но за более полную информацию требует заплатить. Вадим едет в Вологду, но там его избивают и грабят, и в довесок, он не находит там Савельева. Генка с Васей просят Макса залезть в компьютер Дадонова и через Интернет выяснить информацию о Любе. В ответ на их просьбу он просит их начать в коей-то веке работать. Узнав адрес, Вася едет в райцентр и закидывает скульптуру на балкон квартиры Любы. Обухов пытается добиться внимания Тани, но пока безуспешно, зато по деревне расходятся слухи о том, что Таня может уехать с Игорем в Санкт-Петербург и всячески к этому её подталкивают. Взбешённая Таня приходит к Николаичу и требует ответа, почему вся деревня сватает её к Обухову. Он идёт к Игорю и спрашивает его, насколько серьёзны его чувства к Тане. На лесопилке Андрюха говорит, что в газете появилось объявление о том, что бухгалтер ищет работу, а Бугор говорит, что это номер бухгалтерии их лесопилки. Сергеич ищет новую работу — вывод Бугора. Сергеич своими действиями и допросом Бугора подтверждает их опасения, и его посылают куда подальше. Таня выслушивает то, как Игорь распинается, объясняя правила ведения крупного бизнеса, и она прямо требует ответа на вопрос, может ли он повлиять на решение о продаже лесопилки. Бугор с подчинёнными хотят чуть ли не посадить на вилы Николаича с Сергеичем и Обухова, но их осаждает Савельич, который говорит, что их раскатает ОМОН в противном случае и советует идти в прессу. Бугор загорается этой идеей и обращается в редакцию районной газеты. Макс требует от Тани ответа на вопрос, уезжает ли она в Питер, но не добившись ответа, целует её. Она убегает в дом, а сам он страдает от бессонницы, вспоминая о том, как они узнали про контракт, и идёт к Николаичу домой, но по пути видит, что дверь в его дом распахнута, и там скрывается Петя, скрывающий и деньги, которые, как он заявил, совершенно не умеет прятать. Наутро Макс приходит к Дадонову на работу и говорит, как спасти и лесопилку, и посёлок в целом. Вдвоём они принимаются за работу и ездят по всей области, регистрируя компанию для управления лесопилкой и выбивая необходимые документы и подписи, ради одной из которых их заносит на свадьбу. Тем временем в посёлок приезжает спецкор «Вечёрки» Зуев и интервьюирует Бугра и его подчинённых. Обухов узнаёт про журналиста и подкупает Зуева, чтобы материал не вышел в печать, хотя он сенсационный. Наутро Бугор узнаёт, что Зуев взял отпуск и уехал в Таиланд. Вася отдаёт Матвеичу свои скульптуры, но тот их сжигает, а говорит ему, что в музее отказались их принять и продал их на дрова за 500 рублей оптом. От неминуемой расправы его спасает внезапно объявившаяся Люба, которая благодарит Васю за его подарок. Утро. Таня должна решить, уедет ли она с Обуховым в Питер, но их прерывает Николаич, сообщающий, что того срочно требует к телефону Бушуев. Он говорит, что лесопилку перекупают свои и говорит узнать подробности у Дадонова. |
| 17      | 8 июня 2015 года  | Макс приходит к Тане в кафе и говорит, что лесопилку перекупили русские, и она свободна от исполнения обязательств и вольна сама решать. Николаич оформляет якобы от имени владельцев фирмы «ТомФорест» сделку по покупке лесопилки и передаёт Обухову всю сумму сразу. Таня говорит Игорю, что остаётся в деревне, и уходит. Он в чувствах называет её дурой. С вооружённой охраной Дадонов с Савельевым сплавляют Обухва с деньгами из Пихты и празднуют со всей деревней «независимость Пихты». Единственное, что Николаич по просьбе Макса не разглашает информацию о новом собственнике лесопилки. А сам он сбегает с Таней с застолья, где он говорит, что действительно выкупил лесопилку, убив двух зайцев сразу — спася Пихту и вернув деньги Бушуеву. Они дурачатся, играя в снежки и догонялки по целине, тогда как Дадонов рассказывает Санычу, что его бросила жена, уехав в Питер. Они поднимают тост за свободу. Бугор со своей бригадой выступают с номером самодеятельности, и едва не получают за своё выступление тумаков из-за того, что кое-какой реквизит пропал с кухни за несколько дней до выступления. Дадонов рвёт портрет Бушуева, а наутро недовольствуется, почему Макс, являющийся владельцем лесопилки, работает обычным рядовым сотрудником и скрывает ото всех этот факт. Статус Макса становится неопределённым из-за того, что Николаич вынужден вечно советоваться с ним по вопросам деятельности лесопилки, а коллеги видят, что отношение Дадонова к Валютину резко поменялось. Сергеич через старого знакомого пытается выяснить, кто владеет фирмой «ТомФорест». Оказывается, что Максим оформлял фирму на себя по своему настоящему паспорту. Матвеич с Галькой и Санычем проворачивают схемы по купле-продаже водки, причём никто не догадывается об этом. На лесопилке происходят качественные изменения — обновляется новое оборудование, у бухгалтера появляется компьютер, а на стенах появляются камеры видеонаблюдения. Сергеич разбалтывает по всей деревне про некоего Савельева. Рудаков сообщает Бушуеву о том, что в Томске зарегистрировали фирму «ТомФорест» по паспорту Савельева, но тот в бешенстве не слушает Олега и выгоняет его из своего кабинета. К Николаичу приходит Савельич и огорашивает его с Максом сообщением об очередной «чёрной вырубке» в определённом региона. Участковый вместе с Максом едут на место нелегальной рубки, обсуждая настоящую фамилию Макса. Штык соглашается молчать только при условии, что Таня знает обо всём. Они находят место рубки, где Савельич показывает почерк лесорубов, а Макс находит в снегу флакон с таблетками, который он ранее видел на лесопилке. А у Жанны тем временем по необъяснимой причине начинается рвота, и она делает тест на беременность, который оказывается положительным. Она читает брошюрки про беременность и к ней заходит Макс, узнавший, что этот флакончик Жанна дала на днях Бугрову. На следующий день он устраивает допрос Бугрову и обещает при этом не говорить об этом никому при условии, что больше не будет этим заниматься. В кафе, он обсуждает с Таней, почему рубка проводилась только в одном месте, и та говорит про ситхинскую ель, прорастающую только в месте рубки. Жанна приходит к Савельичу и говорит, что она беременна. Обухов возвращается в Питер и передавая документы Бушуеву, замечает у него на столе фотографию Савельева и рассказывает про Валютина, которого видел в Пихте. |
| 18      | 9 июня 2015 года  | Выслушав рассказ Обухова увидевшего фото Савельева и опознавшего его как Валютина, Бушуев понимает, что уже видел Савельева в Пихте, но тогда решил, что это галлюцинации от отравления. Он звонит Рудакову и срочно требует его к себе. Тот радостный, рассказывает про то, что все паспортные данные Савельева всплыли в Томской области, но Бушуев его огорашивает своими сведениями и приказывает ему с Жорой ехать туда за Максом, и грозит Олегу разговором о профпригодности. Позднее к Константину приходит Света, и он говорит, что припас подарок на годовщину свадьбы — голову Савельева. Штык всё ещё пребывает в шоковом состоянии и случайно проговаривается, предположив, что ребёнок не от него, чем приводит Жанну в ярость. Савельев рассказывает Николаичу про ситхинскую ель и демонстрирует каталог с профессиональными гитарами из этого материала. Они изготавливают образец из ситхинской ели и с ней едут на выставку в Томск. Дашка приходит к матери и просит взвеситься, так как решила, что потолстела. В ответ, Галька показывает танцы, объясняя, что большой вес — не проблема. Эту сцену видит Саныч, который предлагает Гальке выйти за него замуж, чтобы предотвратить воровство. Савельич приходит к Жанне и пытается извиниться, но та игнорирует его и требует покинуть помещение. Он уходит, но вскоре разбивает окно и залезает в медпункт и отказывается уходить, пока они не поговорят. В пылу ссоры, сопровождающейся бросанием бинтов и ваты, он делает предложение руки и сердца, и говорит, что скоро ей вставят новое окно. Вадим беспокоится по поводу того, что Макс может раскрыть их со Светой аферу, но та убеждает, что всё будет в порядке. Наутро в Пихту приезжает Рудаков с Жорой, и те подкупают Сергеича, чтобы тот рассказал, как выйти на Макса. Он говорит, что Савельев-Валютин теперь правая рука Николаича, и говорит, что искать его нужно или в общежитии, где они вламываются в комнату, выгоняя и наезжая на Гену. В ответ, в комнату приходит Савельич и требует ответа, что те двое забыли в Пихте. Олег в ответ намекает на проблемы, показывая кобуру с пистолетом. Он уходит и сообщает Тане, знающей все обстоятельства появления Макса в Пихте, что тот в большой опасности. Макс с Дадоновым возвращаются в Пихту, по пути вспоминая былые деньки. Однако на въезде в посёлок Макс, севший за руль, едва не сбивает паникующую Таню, которая уводит Макса в охотничий домик в лесу. Николаич возвращается в посёлок один, где узнаёт, что Сергеич знает про личности Макса. В ответ Дадонов пытается переубедить Сергеича, но не преуспевает в этом. Рудакову докладывают, что Николаич вернулся один, и вместе с Олегом требует от Дадонова ответа, где Савельев. Он заявляет, что Валютин остался в городе по личным обстоятельствам. По деревне расходятся слухи о настоящей личности Макса и его деньгах. В кафе заявляются Олег с Жорой и предлагают награду за голову Валютина, в ответ получая лишь неодобрительные взгляды там присутствующих, но вскоре Бабель продаёт этим двоим информацию про Макса — нужно искать Савельева через Таню, и что Савельев теперь владелец лесопилки. Саныч требует от Матвеича прекратить его аферы по продаже его же водки, и тот заявляет, что водкой приторговывает главбух Сергеич. Рудакову удаётся выйти на Таню Жора берёт её в заложники. |
| 19      | 10 июня 2015 года | Максим вынужден сдаться людям Бушуева чтобы спасти Таню. Она бежит к Савельичу и просит его о помощи. Тот нагоняет Рудакова и берёт его на прицел, требуя отпустить Макса, но потом Олег вырубает Штыка на глазах у Жанны и Тани и уезжают. Таня, рыдая, рассказывает деревенским о произошедшем и оказывается вынуждена рассказать про Макса в целом в то время как Савельич пытается сообщить в райцентр о похищении и нападении, но безуспешно, о чём сообщает односельчанам. Таня решает ехать в Питер спасать Макса. Савельич говорит, что едет с ней, так как не потерпит беспредела. Бугров и Васька решают тоже ехать в Питер. Саныч даёт «Пихтинской команде» адрес племянника, где они могут ночевать. Николаич вскрывает свою заначку и отдаёт её Савельичу, а Матвеич даёт им сотовые телефоны, но при условии, что тот тоже едет. Жанна готовит провиант в дорогу, но их прерывает Матвеич, который требует взять его с собой. Вася, которого Савельич отказывается брать с собой, настаивает на своём участии в спасательной операции. Степану удаётся хитростью избавиться от надоедливого Матвеича…Тем временем Макса, доставляют к Бушуеву и тот его избивает, а потом разговаривает с Рудаковым и заявив о его профнепригодности, увольняет своего помощника и продолжает избивать Макса, не веря ему словам о том, что его оболгали. Вскоре к происходящему присоединяется Света, которая начинает избивать Макса и требует его убить, так как он пытается рассказать правду, и потом говорит, что выкупил лесопилку. «Пихтинская команда» прилетает в Санкт-Петербург, где Штык покупает сим-карты для телефонов и связывается с Николаичем, который готовится жить на лесопилке. К нему присоединяется Матвеич и говорит, что они будут дежурить посменно, чтобы постоянно быть на связи. Юрист Бушуева говорит, что лесопилка по всем документам Максима, и когда сам Бушуев пытается его пристрелить, Константина осаживают и Обухов просит дать два дня на то, чтобы его человек забрал документы из Пихты, сам он переоформил лесопилку, а потом уже иметь возможность убить Савельева. Степаныч разговаривает со старым другом, который отказывается ему помочь, опасаясь влияния Бушуева, но после укора Штыка, соглашается хотя бы выяснить адрес офиса Бушуева. Лера встречает Рудакова, но её информация относительно Макса «устаревает», а в Пихте начинаются проблемы — в соседней деревне кто-то перебил кабель телефона и теперь Пихта осталась без телефонной связи со внешним миром. Из-за этого в Пихту вовремя не сообщают о том, что Обухов послал своего человека за документами. А в это время Николаич ведёт переговоры по экстренному ремонту сломанной сотовой вышки, когда-то обслуживавшей Пихту. Савельич возвращается к ребятам и те выносят предположение, что Макса привезли в Питер ради лесопилки. Таня решает встретиться с Обуховым… |
| 20      | 11 июня 2015 года | Обухов своей речью оскорбляет наивную Таню, но им становится известно о том, что в Пихту послан человек, который должен забрать документы на лесопилку, который уже это сделал. Николаичу говорят, что сотовая связь восстановлена, и он связывается с Таней и в ответ на просьбу не отдавать документы называет имя человека, который это сделал. Рудаков забирает свои вещи с бывшей работы и беседуя с Жорой, предполагая, что Макс не врёт, занимается собственным расследованием, прослушивая один из разговоров Светы и Вадима и понимает, что Макс действительно не врёт и связывается с Жорой, чтобы тот опознал того сыщика. Васька предлагает встретить человека, который везёт документы Обухову, а Савельич связывается с другом и узнаёт время его прилёта, но по невероятному стечению обстоятельств, его «пропускают». В Пихте начинаются новые странности — Николаич узнаёт от Гальки, что он якобы выписал Сергеичу огромную премию, хватившую на норковую шубу жене. Обескураженный таким поворотом событий, он обвиняет главбуха в том, что Сергеич сдал Макса и увольняет его. Позднее к Сергеичу приходит Саныч и говорит, что тот его обокрал и требует деньги, у него украденные, в противном случае обещая лишить его возможности устроиться хоть куда-нибудь. Рудаков, выяснив личность Ворохова, пытается его найти, так как тот пропал из Питера. Макс хитростью завладевает телефоном Жоры и связывается с Николаичем только чтобы узнать, что Таня ломанулась за ним в Питер вместе с ещё несколькими людьми ему на выручку. Он успевает сообщить о том, что его содержат в офисе Бушуева и передать Тане, что он её любит, перед тем, как в кабинет врывается разъярённый Жора и избивает Макса. Николаич в спешке звонит Тане и сообщает о местонахождении Савельева. Бугров с Васькой проникают в здание Бушуева под видом грузчиков и узнают от Лады Дадоновой, работающей там уборщицей, что ей запретили убираться в одном из помещений, но опаздывают — Макс уже подписал документы и его увозят в неизвестном направлении, чтобы убить. Они выбегают из здания, только чтобы увидеть, как машина с Савельевым внутри уезжает от офиса. Савельич вынужден угнать «Газель» грузчиков и вместе с «Пихтинской командой» едут вслед за ними до какого-то леса. Одновременно с этим к Бушуеву приходит Рудаков, который показывает фото, изъятые у Ворохова, и звонит Жоре, отменяя убийство Макса… Естественно, что трубку поднимает сам Савельев, которого несколькими секундами ранее спасла от смерти «Пихтинская команда». Они возвращаются в Пихту, где им устраивают праздник по случаю спасения Макса и благополучному исходу операции. В Питере, Бушуев берёт Вадика в плен и позднее собирается лично застрелить и бывшую жену и её любовника на том же месте, где едва не убили Максима, и видя, как те оба «расклеились», решает поступить с ними иначе…Позднее в кафе в Пихте устраивают застолье по поводу свадьбы Савельича и Жанны, на которой гуляет практически вся деревня. Макс с Таней выходят подышать свежим воздухом, где делает Тане предложение, а потом договариваются с Васькой и Любой, что они пригласят друг друга на их свадьбы, но их прерывает появившийся проездом Бушуев. Люба забегает в кафе и сообщает о приезде «городских». Деревенские мужики выбегают из заведения, готовые растерзать Бушуева, который пытается извиниться перед Максом и спрашивает, как он будет дальше — вернётся в Питер или останется в Пихте. Получив ответ, что Макс останется в деревне, говорит, что правильно всё сделал и назначает его коммерческим директором лесопилки, фактически устранившись от управления лесопилкой. Он же говорит, что везёт двух новых рабочих (Свету и Вадика) на китайскую фабрику, а потом Николаич провозглашает продолжение праздника. Макс целуется с Таней. На этом серия заканчивается и показывается нарезка самых запоминающихся случаев, случившихся в Пихте с момента приезда Савельева в деревню… |

## Саундтрек
Песня «Happy» была написана братьями Кристовскими специально для сериала «Принц Сибири». Владимир Кристовский заявил:

«Эта песня — наш ответ хиту Фаррелла Уильямса „Happy“, в которой поётся о секрете счастья для американцев. Мы же создали шуточную версию, где придумали рецепт счастья для русского человека: девчонки, парни, скамейки, семечки, баня, гармонь… Эти простые радости и отрывает для себя главный герой сериала Максим, когда сбегает из шумного города в сибирскую глушь. Кстати, мы с этим героем похожи, но, в отличие от Макса, которого за город вынудили уехать обстоятельства, я всегда мечтал жить вдали от мегаполиса — наше современное пластмассовое существование часто раздражает».— 
| Исполнитель                                | Название композиции    |
| ------------------------------------------ | ---------------------- |
| Группа Uma2rmaH                            | Happy                  |
| Группа Uma2rmaH                            | Налей мне              |
| Группа Uma2rmaH                            | Пятница                |
| Группа Uma2rmaH                            | Танцуй, муза           |
| Группа Uma2rmaH                            | Срочно требуется муза  |
| Людвиг ван Бетховен / Александр Карпов     | К Элизе                |
| Иоганн Себастьян Бах / Александр Карпов    | Прелюдия номер 1       |
| Вольфганг Амадей Моцарт / Александр Карпов | Турецкий марш          |
| Пётр Ильич Чайковский / Александр Карпов   | Неаполитанская песенка |
| Александр Карпов                           | Цыганочка              |
| Леонид Карлович Бекман / Александр Карпов  | В лесу родилась ёлочка |
| Екатерина Рябова                           | На улице дождик        |
| А. Аверков                                 | Яблочко                |
| Филипп Дьячков                             | Rap Light              |

Съёмки клипа на песню «Happy» группы Uma2rmaH, ставшей заглавной песней сериала, проходили в Москве, и в них принял участие красноярский фермер Джастас Уолкер.

## Производство
Съёмки сериала проходили в Санкт-Петербурге и городе Олонец (Республика Карелия). Натурные съёмки проходили в старинной карельской деревне Большая Сельга.
Ради съёмок в сериале актёр Иван Жидков 2,5 месяца сидел на жёсткой диете: много белка, ничего сладкого, минимум углеводов — только овощи, крупы и орехи.
Впервые сериал «Принц Сибири» был представлен 7 октября 2014 года в рамках деловой программы I Санкт-Петербургского Международного Медиа Форума.

## Рейтинги
Сериал стартовал с хорошими рейтингами в эфире телеканала СТС. 11 мая 2015 года в 20:00 премьерная серия «Принца Сибири» по аудитории от 10 до 45 лет собрала по России рейтинг 2,7 %, долю 11,8 %. СТС занял первое место по России среди всех телеканалов.